# Exochordeae
Tribu
Les Exochordeae sont une tribu de plantes à fleurs de la famille des Rosaceae.

## Description
Ce sont des arbres ou arbustes à feuilles alternes, simples ; les stipules sont absentes ou caduques (chez Oemleria), (rudimentaires) libres ; la nervation est pennée. Les fleurs ont un périanthe et un androcée périgynes ; l'épicalice est sans bractéoles ; l'hypanthe est campanulé à turbiné ou obturbiné ; le réceptacle est absent ou minuscule ; les cinq (parfois un) carpelles sont distincts ou connés, libres, les styles terminaux distincts ; il y a un ou deux ovules, apicaux et collatéraux. Les fruits sont des capsules ou des drupes agrégées ; les styles ne sont pas persistants sur les fruits, et ne s'allongent pas. Le nombre de base de chromosomes pour les Exochordeae est x = 8.

## Répartition
Cette tribu est représentée en Amérique du Nord et en Asie.

## Taxinomie
Le nom Exochordeae, basé sur le genre type Exochorda, a été proposé pour la première fois en 1964 par le botaniste allemand Georg Karl Wilhelm Schulze-Menz (d), mais sans diagnose latine associée et donc de façon invalide. Il a été validé en 2010 par le botaniste américain James Lauritz Reveal.
Le nom Osmaronieae Rydb., 1918 est illégitime, car basé sur le genre type Osmaronia Greene, substitut superflu à Oemleria ; c'est donc un synonyme replacé.

## Liste des genres
Selon Reveal (2010) :
- Exochorda Lindl.
- Lindleya Kunth, nom. cons.
- Oemleria Rchb.

Selon GRIN (15 avril 2024) :
- Exochorda Lindl.
- Nuttallia Torr. & A. Gray ex Hook. & Arn. - synonyme d'Oemleria Rchb.
- Oemleria Rchb.
- Osmaronia Greene - synonyme d'Oemleria Rchb.
- Plagiospermum Oliv. - synonyme de Prinsepia Royle
- Prinsepia Royle
- Sinoplagiospermum Rauschert - synonyme de Prinsepia Royle

Selon The Taxonomicon (15 avril 2024) :
- Kageneckia Ruiz & Pav. (1794)
- Vauquelinia Correa ex Bonpl. (1807)
- Lindleya Kunth (1824), nom. cons.
- Exochorda Lindl. (1858)